# Bart Sells His Soul
"Bart Sells His Soul" är avsnitt fyra från säsong sju av Simpsons. Avsnittet sändes på Fox den 8 oktober 1995. I avsnittet lurar Bart kyrkans församling att sjunga en rocklåt, och som straff får han och Milhouse rensa orgelpiporna. Bart förklarar då för Milhouse att själen inte finns och att han säljer sin för fem dollar. Då Lisa får reda på det gillar hon inte det han gjort, men Bart bryr sig inte tills han märker att han faktiskt saknar sin själ. Samtidigt öppnar Moe en familjerestaurang. Avsnittet skrevs av Greg Daniels som baserar historien på en händelse från sin barndom. Avsnittet regisserades av Wesley Archer som besökte Chili's inför arbetet med restaurangen. Avsnittet har studerats, varit omtalat i media och i kyrkan för dess beskrivning av själens betydelse.

## Handling
Under en gudstjänst i Springfield lurar Bart församlingen att sjunga In-A-Gadda-Da-Vida av Iron Butterfly genom att kalla låten "I Edens lustgård" av "I. Ron Butterfly", efter 17 minuter upptäckter pastor Lovejoy att sången inte är psalm utan en rock and/or roll. Han inser att någon av barnen är skyldig och tvingar dem svära en ed, vilket gör att Milhouse skvallrar att det var Bart. Lovejoy tvingar då dem båda att rensa orgelpiporna. Milhouse förklarar för Bart att han var tvungen att skvallra, eftersom han inte vill förlora sin själ. Bart berättar då för honom att de inte finns någon själ och säljer sin för fem dollar till Milhouse. Då Lisa får reda på vad Bart gjort berättar hon varför han har gjort fel som sålt sin själ, men Bart förstår inte. 
Bart upptäcker snart att han inte har någon själ längre efter att Santa's Little Helper och Snowball II inte känner igenom honom, automatdörrarna på Kwik-E-Mart fungerar inte, han lyckas inte skapa kondens på en frys i butiken, inte skrattar åt Itchy & Scratchy samt Marge känner inget då hon kramar honom. Bart försöker köpa tillbaka sin själ men Milhouse vill nu ha 50 dollar för den, vilket han inte har. På natten har Bart en mardröm om att Milhouse leker med hans själ, och då Lisa nämner själen under middagsbörden besöker han Milhouse för att övertala honom att ge tillbaka själen, men han är för sent ut då han har sålt den till Comic Book Guy. Bart besöker då honom men han är för sent ute igen, då någon köpt hans själ. Bart går sedan hem och ber till Gud om att få tillbaka sin själ. Lisa avslöjar då att hon köpte själen åt honom och berättar om filosofernas åsikter om den mänskliga själen, medan Bart äter upp papperet som var beviset för hans själ. Bart drömmer sedan en glad dröm om själarna.
Under tiden försöker Moe göra om sin bar till en familjerestaurang och döper den till "Uncle Moe's Family Feedbag" för att tjäna mera pengar. Moe bestämmer sig för att bjuda på notan om han inte ler då han kommer med den. Moe blir snart irriterad på alla ungar och stänger sin nya restaurang och tar tillbaka baren efter att restaurangen gått med förlust.

## Produktion
"Bart Sells His Soul" var det andra avsnittet som hade Bill Oakley och Josh Weinstein som showrunner. Oakley och Weinstein försökte ha så många avsnitt som möjligt som visade en känslomässig partiskhet i familjen Simpson.  Avsnittet skrevs av Greg Daniels, hans ursprungliga idé var att avsnittet skulle handla om rasism i Springfield men de andra författarna gillade inte det så han föreslog att någon skulle sälja sin själ i stället, vilket hände honom i sin barndom. I high school försökte Daniels sälja sin själ för 50 cent till en mobbare och sedan övertyga klasskamrater att skrämma mobbaren till att få andra att köpa hans själ tillbaka till ett högre pris. Daniels upprepade det tills han insåg att det är bara Satan som köper själar. I avsnittet sjunger de i kyrkan  "In-A-Gadda-Da-Vida" från början ville de ha "Stairway to Heaven" men fick inte rättigheterna. Avsnittet regisserades av Wesley Archer. Archer fick inspiration från Chili's inför Moes familjerestaurang. Archer är efteråt inte nöjd med designen utan anser att den kunde varit lite bättre. Moe saknar normalt en tand men då Weinstein och Oakley fick se hur det såg ut då han visade sitt leende såg det inte såg snygg ut så de ändrade det. Archer gillar inte att själarna är blåa och inte genomskinliga i drömmen, detta eftersom han glömde säga till om det och det var för dyrt att göra om det.

## Kulturella referenser
Barts mardröm är en referens till En natt i New York. När Bart börjar be om sin själ är det en referens till Are You There God? It's Me, Margaret..

## Mottagande
Avsnittet hamnade på plats 43 över mest sedda program under veckan med en Nielsen ratings på 8.8 vilket ger 8,4 miljoner hushåll och det fjärde mest sedda programmet under veckan. Låten In-A-Gadda-Da-Vida finns med i albumet Songs in the Key of Springfield. I diskussionen mellan Lisa och Bart om att själen är skrattets språk enligt Pablo Neruda berättar Bart att han känner till honom tror Kurt M. Koenigsberger i Leaving Springfield att det lades till för att de flesta inte vet vem han var. Kurt M. Koenigsberger även skrivit att avsnittet är till en stor del en njutning och han gillar exponeringen av skenheligheten bakom finansieringen i den kommersiella världen. Don Cupitt har i The Guardian anser att när Lisa berättar för Bart om själen, visar hon en teologisk sofistikerade som inte tolereras i Storbritannien. Paul Bloom och David Pizarro har i The Psychology of The Simpsons skrivit att även om Lisa visar en religiös skepticism tror hon på själen i avsnittet. Med anledningen att Lisa berättar för Bart att visa filosofer tror att man måste förtjäna själen har Bloom och Pizarro förklarar det den delen med att vissa filosofer och teologer säger att man inte har en själ och man inte kan man inte förstå de sociala begrepp som vi förlitar på så som personligt ansvar och fri vilja.
M. Keith Booker har i boken Drawn to Television tagit upp seriens koppling till religioner och citerat en scen från avsnittet där Milhouse frågar Bart vilka religioner som skulle förlora på att ljuga då de säger att själen finns. Booker förklarar det med att religioner skapar mytologier för att få pengar från anhängare, vilket visas i samma scen då pastorn räknar pengarna från kollekten. Booker nämner att då Bart förstår att livet känns tomt och ofullständigt utan själ tyder det på att han förstår att själen är verklig eller att det är användbar att tro på den. Mark I. Pinsky och Samuel F. Parvin har i boken The Gospel According to the Simpsons: Leader's Guide for Group Study använt exemplen från samma scener för att skriva vad ungarna tror om själen. Pinsky och Parvin har noterat att angående Barts replik då han berättar för Milhouse att själen inte finns som att den bara finns för att skrämma barnen som Boogie Man eller Michael Jackson så frågade de studenter vad de anser om själen och de flesta svarade att den inte finns. I boken Planet Simpson har Chris Turner citerat Bart då Lisa fick reda på att han sålt sin själ och analyserade det som att Bart är en symbol för världens trötta hipster, med nedbrutna språk, modern marknadsföring och de säljer sina heligaste eftersom han vet att vissa leksaker är mer verkliga och mer värdefull än abstrakta principer.
Under 2007 skrevs i en artikel i San Mateo County Times att avsnittet är en av de populäraste i seriens historia. Noel Holston har i Star Tribune hyllat avsnittet. I Intelligencer Journal har man skrivit att avsnittet är en värdigt bra för att vara Simpsons. Lansing State Journal har vid DVD-releasen angivit att avsnittet är en av de tre bästa i säsongen. Sunday Herald Sun har kallat avsnittet för en av de bästa minnesvärda avsnitten i serien. samma gjorde  The Courier Mail. I Aberdeen Press & Journal har man beskrivit avsnittet som en av de mörkaste i serien. I boken I Can't Believe It's a Bigger and Better Updated Unofficial Simpsons Guide har Warren Martyn och Adrian Wood när de skrivit om avsnittet att det utan tvekan är den mest störande avsnittet av serien, Barts mardröm att förlora sin själ illustreras av en lekplats där alla själar av hans lekkamrater är synliga, och hans lek med Milhouse är mer skrämmande än rolig. Under 2003 har de som jobbat med serien listat avsnittet som en av de fem bästa avsnitten. I 2005 har Matt Groening sagt att avsnittet är en av hans favoriter. Nancy Cartwright som gör rösten till Bart anser att "Bart Sells His Soul" är en av hennes tre favoriter. Avsnittet har använts i kyrkutbildningar om själar i Connecticut och i Storbritannien, och har visats av en prost i Skottland under en av hans mässor. Under 2005 har religionen i avsnittet tagits upp i Office for Standards in Education, Children's Services and Skills.